# Cyrto-hypnum sharpii
Cyrto-hypnum sharpii är en bladmossart som beskrevs av William Russell Buck och H. Crum 1990. Cyrto-hypnum sharpii ingår i släktet Cyrto-hypnum och familjen Thuidiaceae. Inga underarter finns listade i Catalogue of Life.